# Benedikt Vivat
Benedikt Vivat, slovenski industrialec in steklar, ,* 21. marec 1786, Smolnik, Habsburška monarhija, † 3. september 1867, Smolnik, Avstro-Ogrska.

## Življenje
Benedikt Vivat se je rodil 21. marca 1786 na Smolniku steklarskemu mojstru Janezu in Johani rojeni Stangl (Standl, Steinl). Steklarstva se je izučil pri očetu na glažuti v Rakovcu nad Vitanjem. 
Naprej je delal kot pomočnik v žusemski steklarni pri Kozjem in vodil nekdanjo Langerjevo steklarno nad Josipdolom,. Leta 1816 je postal obratovodja, 1827 pa je kupil steklarno Langerswald, nato 1833 še nekdanjo Zemljičkovo steklarno ob Lamprehčici pod Klopnim, ki pa jo je 1837 opustil. 
Leta 1834 je začel ob spodnjem toku Lobnice blizu Ruš graditi veliko in tedaj tehnično zelo napredno steklarno Neu-Benediktental (Novi Benediktov dol), ki so jo odprli 1838 in Vivat bil tako lastnik dveh steklarn na Pohorju do 1864, ko je Langerswald opustil. Pri obeh  steklarnah je uredil zasebno steklarsko šolo za otroke svojih delavcev. Najboljše učence je Vivat zaposlil v svoji steklarni. V obeh obratih je bilo zaposlenih okoli 400 oseb, med njimi precej otrok, nekateri še niso bili stari niti 14 let. 
Steklarni sta izdelovali: buteljke, stekleničke, posode in pribor za lekarne, okrasno steklovino, namizno posodje iz kristalnega, barvastega in pristnega rubinskega stekla. Izdelke so okraševali z brušenim, graviranim, slikanim dekorjem in pozlato. Letno je Vivatovo podjetje  izdelalo okrog 2750 kop brušenega, 16830 navadnega, 1000 barvastega, 150 mlečnega in 60 kop pristnega rubinskega stekla. 
Vivat je veliko dal na kakovost izdelkov, nove modne vzorce in hkrati skrbel za izboljšanje  proizvodnega procesa. Z uporabo posebne gline, ki so jo kopali pri Zgornji Polskavi, je za trikrat podaljšal čas uporabe talilnikov in peči, namesto stop za mletje kremena je 1847 postavil nov mlin in zdravju škodljivo ročno sejanje zmletega kremena nadomestil z mehanskim. 
Večino proizvodnje so izvažali v tujino: na Bližnji vzhod, Grčijo, Ameriko, Italijo. V Mariboru je leta 1835 kupil staro hišo in jo  preuredil v skladišče in trgovino za svoje izdelke. Vivat je za svoje izdelke na številnih  industrijskih razstavah prejel več priznanj in medalj za kakovost svojih izdelkov. 
Leta 1838 je v bližni Ruš odkril nahajališče premoga in ga začel tudi izkoriščati, prvi je začel spodbujati tudi izkoriščanje pohorskega tonalita. 
Upravo steklarne Benediktov dol in posesti je 1865 prepustil svojemu sinu Edvardu Vivatu. Benedikt Vivat je umrl 3. septembra 1867 na Smolniku. Edvard je 1870 postal edini lastnik in ko je 25. oktobra 1872 umrl, je njegova vdova Marija z dolgovi obremenjeno imetje prodala na dražbi baronu Petru Kettenburgu.